# Majuli
Majuli (assamesisch: মাজুলী Mājulī) ist eine Flussinsel im Bundesstaat Assam im Nordosten Indiens. Auf der im Brahmaputra gelegenen Insel leben etwa 140.000 Einwohner. Die 421,65 km² große Insel erhebt sich bis zu einer Höhe von 84,5 m. Majuli ist seit dem 16. Jahrhundert das Zentrum des assamesischen Vishnuismus. Es gibt mehrere hinduistische Klöster.

## Drohende Überflutung
Durch die großflächige Entwaldung der Insel nagt der Brahmaputra an den Ufern und hat in den letzten 60 Jahren bereits ein Drittel der Fläche weggespült. Die Regierung arbeitet an der Befestigung der Ufer, aber nur mit mäßigem Erfolg. Der Naturschützer Jadav Payeng versucht, durch gezielte Aufforstung den Fluten entgegenzuwirken.

## Filme
- Emmanuelle Petit: Bei den Mönchen von Majuli, Frankreich, 2008
- Andrea Oster: Majuli, ein Inselvolk trotzt den Fluten, 2011
- ARTE Reportage: Majuli versinkt im Fluss  vom 28. November 2015 17:05 Uhr